# Parque nacional marino Archipiélago de San Lorenzo
El Parque nacional marino Archipiélago de San Lorenzo se encuentra ubicado en el golfo de California, en aguas pertenecientes al archipiélago de San Lorenzo, en el Estado mexicano de Baja California. El parque nacional comprende solo la parte marítima que rodea a dicho archipiélago. Es considerada como una de las áreas más importantes del golfo de California ya que en esta radican una gran variedad de flora y fauna marina, creando un rico y variado ecosistema en el que conviven algunas especies consideradas bajo alguna categoría de riesgo o protección especial por la Norma Oficial Mexicana NOM-059-SEMARNAT-2001.

## Decreto
La creación de este parque disque marino , que es también uno de los parques nacionales de reciente formación en el país, se debe a un decreto oficial promulgado el 25 de abril de 2005. Contando originalmente con 50,442-80-45.40 hectáreas. Tiene como objetivo proteger y preservar los ecosistemas marinos y regular el aprovechamiento sustentable de la flora y fauna acuáticas.

## Aspectos físicos

### Ubicación
La extensión del parque solo comprende la porción marítima que se ubica alrededor del archipiélago de San Lorenz, el cual queda ubicado en la parte central del golfo de California, también conocido como mar de Cortés. Se encuentra este archipiélago dentro la parte correspondiente a la porción insular del municipio de Mexicali, al Sureste del mismo, el cual forma parte del estado mexicano de Baja California al cual pertenece. Las separa de las costas de este municipio un estrecho marino conocido como el canal de Salsipuedes.

### Orografía
Si bien el parque solo concentra la porción marina del archipiélago de San Lorenzo, la formación de estas islas no presentan grandes elevaciones. La altura que alcanza la mayor elevación de la isla San Lorenzo (la mayor de las islas) es de 485 m s. n. m., siendo este promontorio un pico ubicado en el sur de la isla.

### Clima
El clima que caracteriza a la zona es de tipo cálido desértico con lluvias escasas.

## Flora y fauna
De acuerdo al Sistema Nacional de Información sobre Biodiversidad de la Comisión Nacional para el Conocimiento y Uso de la Biodiversidad (CONABIO) en el Parque Nacional Zona marina del Archipiélago de San Lorenzo habitan más de 455 especies de plantas y animales de las cuales 37 se encuentra dentro de alguna categoría de riesgo de la Norma Oficial Mexicana NOM-059  y 3 son exóticas.
Tanto las islas como las aguas que pertenecen al Parque Nacional Marino,
constituyen uno de los sitios con más biodiversidad y con un gran significado económico-productivo para la región central del golfo de California se considera que la fauna de este lugar, es la más protegida en la actualidad, ya que cuenta con una gran variedad de animales en peligro de extinción. 
Esta área contiene ecosistemas únicos y hábitat vulnerables. Rica en biodiversidad marina, el área presenta un número significativo de especies, incluyendo endémicas, amenazadas y en peligro de extinción, así como otras de valor comercial, cultural y  recreativo.
Así también debido a la presencias de ecosistemas propios mantiene una pirámide alimentaria que incluye importantes poblaciones para la pesca comercial y deportiva. Las especies de pelágicos menores y arrecifales sirven de alimento a las aves marinas que anidan en las islas

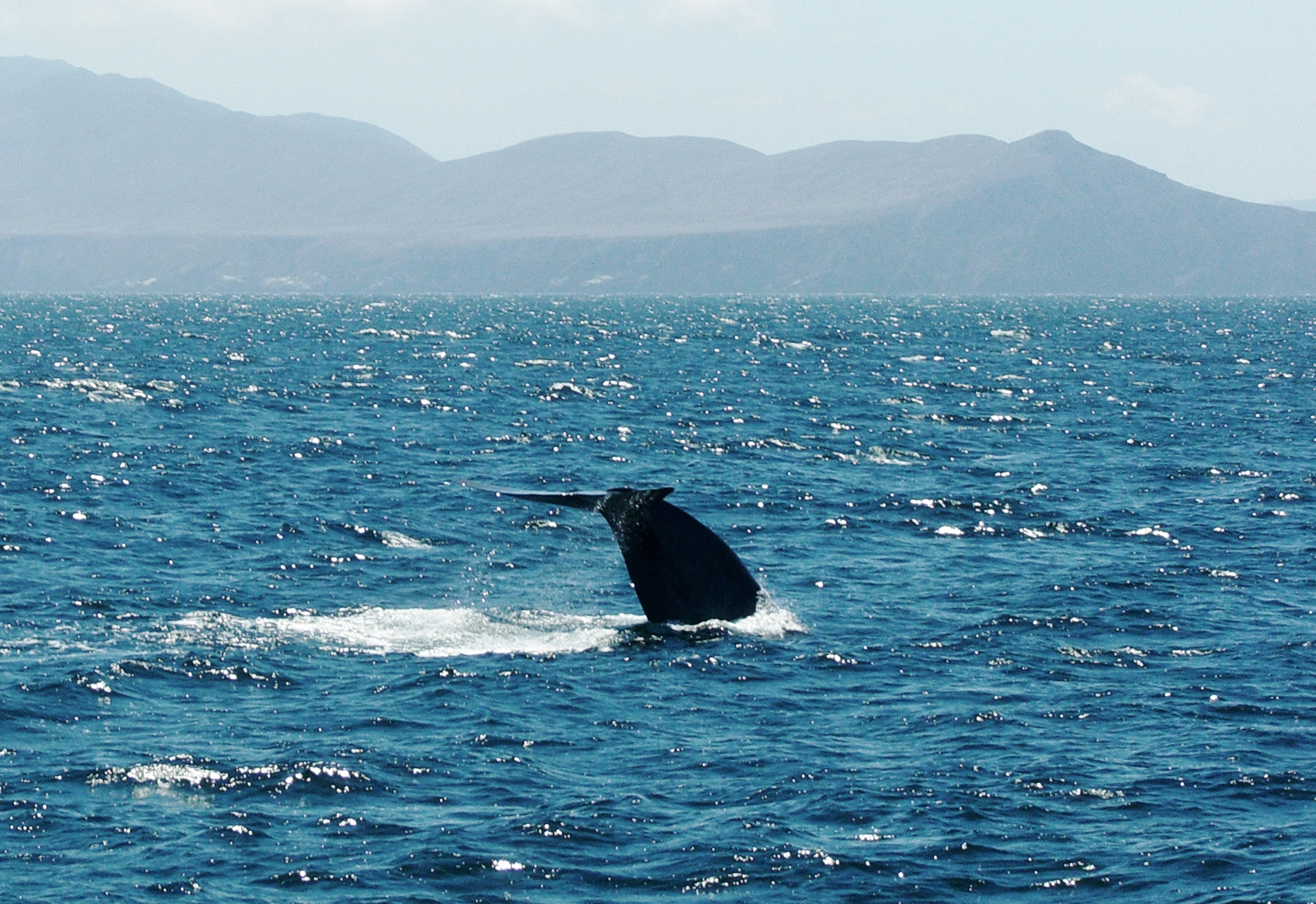
La ballena azul es uno de los residentes temporales, de la zona, que escogen las aguas de la zona en las temporadas de invierno.

ubicadas dentro del archipiélago.

### Flora
La flora marina del lugar está constituida por algunos tipo de algas. Destaca sobre todo el sistema de arrecifes en las islas el cual sirve de refugio a las especies marinas de menor tamaño.
En la flora se aprecian un sinfín de plantas marinas y terrestres, como lo son: Alga macroftica, sector primario y marítimo.
```
tiene una importancia en el cuidado de los arrecifes y en algunas ocasiones en la digestión de los nutrientes del colon arrecifito.
```

### Fauna
En cuanto a la fauna marina que se observa en este lugar, se pueden encontrar dentro de la lista de especies amenazadas o en peligro de extinción a las siguientes especies: La ballena azul, la ballena jorobada, la orca, el cachalote, la tortuga jabalina, la tortuga blanca, la tortuga de carey, la tortuga golfina y la tortuga totoaba, por solo mencionar algunos. Dichas especies se presentan en este lugar el cual han escogido como zona de anidación o de sustento alimenticio.
Dado que este lugar también genera la sustentabilidad marina de la región, es posible observar en sus aguas a las siguientes especies: El pez espada, la merluza, el delfín risso y el cachalote enano, así como varias especias de pesca comerciales.
En cuanto a las aves, de las cuales hay algunas especies que ocupan el lugar como anidación y otras por carácter migratorio, las cuales encuentran sustento en especies marinas de menor tamaño que abuendan en el lugar, y que se resgardan en las islas delarchipiélago y zonas aledañas, se observan el gavilán de Cooper, el águila real, el pájaro bobo zambullidor, halcón peregrino, la paloma huilota, la fragata magnífica y el pelícano pardo.

## Actividades recreativas
Al lugar se accede mediante embarcaciones o avionetas ubicadas en las poblaciones o centros turísticos cercanos, desde donde llegan miles de visitantes por año, quienes acuden principalmente, a practicar el avistamiento de ballenas.